# Digitalni zrcalnorefleksni fotoaparat
Digitalni zrcalnorefleksni fotoaparat (znan tudi pod kratico DSLR za angleški izraz Digital Single Lens Reflex) je vrsta fotoaparata z optičnimi elementi in mehaniko zrcalnorefleksnega fotoaparata in elektronskim tipalom namesto filma za zajem svetlobe. Refleksni sistem zrcal, leč in prizem je glavna značilnost, ki ga loči od drugih digitalnih fotoaparatov.
Najpomembnejša prednost zrcalnorefleksnih fotoaparatov pred klasičnimi - prikaz motiva enako, kot ga bo zajel senzor, pride v dobi digitalne tehnike manj do izraza, saj tudi kompaktni fotoaparati na prikazovalniku prikazujejo isto sliko, kot pada na tipalo. Kljub temu pa ogled motiva v iskalu ohranja nekatere prednosti, najpomembnejša je, da ne prihaja do zamika zaradi elektronske obdelave slike pred prikazom. V praksi zato proizvajalci ciljajo na zahtevnejše uporabnike: v večje ohišje je možno vdelati zapletenejšo in dražjo elektroniko, predvsem večje tipalo. Kompaktni fotoaparati imajo bistveno manjša tipala pri podobnem številu pikslov, kar pomeni, da morajo biti piksli manjši, to pa povzroči slabšo kvaliteto slike zaradi elektronskega šuma in manjšega dinamičnega razpona. Še vedno pa so tudi tipala velike večine DSLR-jev manjša od standardnega 35-mm filma. Senzorji polne velikosti, t. i. full frame, so zaenkrat omejeni na fotoaparate najvišjega cenovnega razreda. Druga prednost velikosti so večji optični elementi, kar pomeni večji zorni kot in več vpadne svetlobe. Praviloma imajo DSLR-ji tudi izmenljive objektive, kar daje fotografu več svobode.